# × Baptikoa
×Baptikoa é um género botânico pertencente à família das orquídeas (Orchidaceae).